# システム中学数学
システム数学（システムすうがく、正式名称：中高一貫教育のためのシステム数学）は、新興出版社啓林館が発行している中高一貫校向けの数学の検定外教科書である。

## 概要
2010年5月に、新興出版社啓林館と河合塾が業務提携し、本シリーズを『中高一貫検定外教科書』『受験対策問題集』として発行すると発表された。2011年に、システム数学1・2・3と受験用問題集（数学I・A・II・B、III・Ｃの2種類）が発行された。2012年5月にシステム数学4・5が発行。
以前は、『系統的な学習をするためのシステム中学数学』という名称で、中学数学の学習内容をI・IIの2分冊でまとめたものを発行していた。現行の学習指導要領が施行された際に中学校から高等学校へ移行された内容が含まれていたり、指導要領から削除された内容も含まれているなどレベルは高いが、体系数学（数研出版）よりは低い。
中高一貫教育にも少子化や中学受験層の拡大に伴い、レヴェルのスペクトルの広がりがみられるようになった。そのため、体系数学では厳しいが通常の教科書では物足りないという層を囲うために執筆されたのがシステム数学である。ただし、代数と幾何を1,2年次に本を割る仕様など共通点は多い。

## 2011年まで

### 内容
以下の内容は、2011年度まで発行されていた『系統的な学習をするためのシステム中学数学』のものである。
- システム数学I（第1学年用）…正の数・負の数、文字の式、一次方程式、式の計算、連立方程式（以上数と式領域）、比例と反比例、一次関数（以上関数領域）、平面図形、空間図形、図形の調べ方、図形と合同（以上図形領域）
- システム数学II（第2学年用）…整数、式の展開と因数分解、平方根、二次方程式、不等式（以上数と式領域）、関数y＝ax2（関数領域）、図形と相似、円の性質、図形の計量（以上図形領域）、確率、資料の整理（以上確率・統計領域）

上記のように、指導要領では中学校の範囲とされている内容をIとIIの2冊に収めている。このような特徴から、中高一貫校の一部でこの教科書が用いられている。また、この教科書には準拠問題集が販売されている。

### 販売タイトル
すべて学校直販である。以下の内容は、2011年度まで発行されていた『系統的な学習をするためのシステム中学数学』のものである。
- テキスト（B5判・2色刷）…数学I、数学II
- 問題集（B5判・1色刷）…同上

## 2019年から
現在は「システム数学１」と数学の後ろに全角数字が入る。学校直販ではなく個人でも購入は可能だが、別冊解答はつかない。